# Landkreis Potsdam-Mittelmark
Powiat Potsdam-Mittelmark (niem. Landkreis Potsdam-Mittelmark) – powiat w niemieckim kraju związkowym Brandenburgia. Stolicą powiatu jest miasto Bad Belzig, natomiast największe miasto to Teltow.
Nazwa powiatu pochodzi od Poczdamu (niem. Potsdam), który jako miasto na prawach powiatu jest otoczony obszarem powiatu oraz od historycznej Marchii Brandenburskiej (niem. Mark Brandenburg), której środkowa część (niem. Mittelmark) obejmowała m.in. tereny dzisiejszego powiatu Potsdam-Mittelmark.

## Historia
Powiat w obecnej formie powstał w wyniku reformy administracyjnej w 1993 roku.

## Podział administracyjny
W skład powiatu wchodzi:
- dziewięć gmin miejskich
- dziewięć gmin (niem. amtsfreie Gemeinde)
- pięć urzędów (niem. Amt)

Gminy miejskie
| Lp. | Nazwa gminy    | Ludność (2022) | Powierzchnia km² |
| --- | -------------- | -------------- | ---------------- |
| 1   | Bad Belzig     | 10 996         | 234,82           |
| 2   | Beelitz        | 12 892         | 180,08           |
| 3   | Brück          | 4 126          | 85,71            |
| 4   | Havelsee       | 3 230          | 66,60            |
| 5   | Niemegk        | 2 014          | 44,81            |
| 6   | Teltow         | 27 212         | 21,54            |
| 7   | Treuenbrietzen | 7 640          | 211,33           |
| 8   | Werder (Havel) | 26 938         | 115,99           |
| 9   | Ziesar         | 2 416          | 67,46            |

Gminy
| Lp. | Nazwa gminy         | Ludność (2022) | Powierzchnia km² |
| --- | ------------------- | -------------- | ---------------- |
| 1   | Groß Kreutz (Havel) | 8 734          | 98,95            |
| 2   | Kleinmachnow        | 19 602         | 11,94            |
| 3   | Kloster Lehnin      | 11 015         | 199,30           |
| 4   | Michendorf          | 13 554         | 68,51            |
| 5   | Nuthetal            | 9 155          | 47,56            |
| 6   | Schwielowsee        | 10 707         | 58,15            |
| 7   | Seddiner See        | 4 522          | 24,03            |
| 8   | Stahnsdorf          | 15 850         | 49,07            |
| 9   | Wiesenburg/Mark     | 4 192          | 218,20           |

Urzędy
| Lp. | Nazwa urzędu | Ludność (2022) | Powierzchnia km² | Liczba gmin |
| --- | ------------ | -------------- | ---------------- | ----------- |
| 1   | Beetzsee     | 8 345          | 201,95           | 5           |
| 2   | Brück        | 11 465         | 232,13           | 6           |
| 3   | Niemegk      | 4 657          | 224,44           | 4           |
| 4   | Wusterwitz   | 5 083          | 106,92           | 3           |
| 5   | Ziesar       | 5 977          | 270,12           | 6           |